# Anne de Vries
Anne de Vries (* 22. Mai 1904 in Assen, Niederlande; † 29. November 1964 in Zeist) war ein niederländischer Schriftsteller.
In den Niederlanden wurde Anne de Vries vor allem durch zwei Romane um den Drenther Jungen Bartje berühmt. In Deutschland wurde er eher durch seine Kinderbibeln bekannt.

## Leben
Anne de Vries wuchs zusammen mit sieben Schwestern auf einem alten, einsam in der Nähe Assens gelegenen Bauernhof auf. Als Schüler schrieb er Artikel für eine lokale Tageszeitung, den Asser Courant, für die er jeweils zwei Kwartjes, 50 niederländische Cent, bekam. Für eine zu derselben Zeit entstandene Weihnachtsgeschichte erhielt er lediglich einen Rijksdaalder, 250 Cent.
Nach dem Besuch der Volksschule versuchte Anne de Vries sich in verschiedenen Berufen, vom Gärtner bis zum Schriftsetzer in der Druckerei des Drentse Courant. Auf Empfehlung des örtlichen Schulleiters besuchte er schließlich ein Lehrerseminar. Nach seiner Ausbildung arbeitete er ab 1923 zunächst als Dorflehrer in Tweede Exloërmond, bevor er 1926 nach Zeist zog und Lehrer an der örtlichen Bartiméus-Blindenschule wurde.
Am 7. August 1930 heiratete Anne de Vries Alida Gerdina van Wermeskerken. Aus dieser Ehe stammten fünf Kinder.
1930 erschien unter dem Pseudonym A. Nassau Evert in turfland, Anne de Vries’ erstes Schullesebuch, dem bis zu seinem Tod noch viele weitere folgen sollten. 1935 kam sein erster Roman heraus, Bartje, in dem er die Jugend des Sohnes einer armen Landarbeiterfamilie in seiner Heimat Drenthe beschrieb.

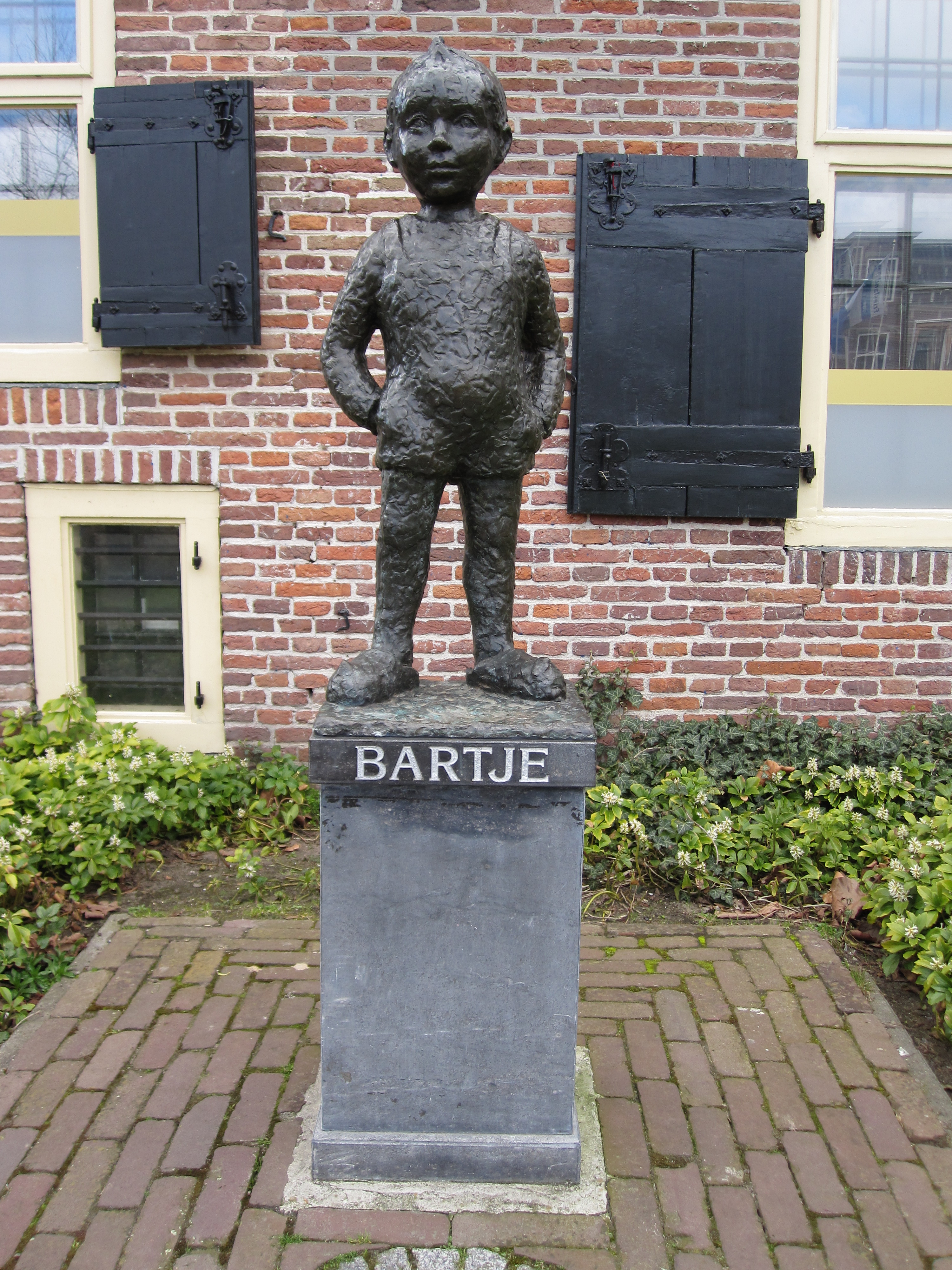
Statue von Bartje in Assen

Bartje wurde unter anderem ins Deutsche, Dänische, Schwedische, Norwegische, Tschechische und Ungarische übersetzt.
Nach dem großen – auch kommerziellen – Erfolg von Bartje begann Anne de Vries hauptberuflich als Autor zu arbeiten. Bald kam die Fortsetzung, Bartje sucht das Glück, die jedoch nicht zu einem so großen Erfolg wurde wie der erste Teil.
Neben Bartje und den Schullesebüchern schrieb Anne de Vries weitere Prosa für Erwachsene wie für Kinder. In Deutschland wurden vor allem seine Kinderbibeln bekannt.
Anne de Vries engagierte sich in der Untergrundbewegung gegen den Nationalsozialismus in der vom Deutschen Reich besetzten Niederlande. Er versteckte jüdische Flüchtlinge und christliche Widerstandskämpfer. Er war der erste Autor, der einen Lebensbericht einer Auschwitz-Überlebenden niederschrieb und veröffentlichte. Zwei seiner Bücher widmen sich der Untergrundarbeit, eines über den Widerstandskämpfer Johannes Post, mit dem er Kontakt hatte, und ein Roman, der die Risiken der Untergrundarbeit vor Augen führt. Dass er die Namen derjenigen, die der nationalsozialistischen Bewegung der Niederlande (NSB) angehörten, preisgab, nahmen ihm viele Landsleute übel. Außerdem begann er mit der Arbeit an einem Roman über den Widerstandskämpfer Frits Slomp, doch blieben seine Entwürfe infolge seines frühen Todes unausgeführt.
Ab März 1952 verbrachte Anne de Vries im Auftrag der niederländischen Regierung 12 Monate in die niederländische Kolonie Suriname, wo er schulische Lernlesemöglichkeiten erforschen und Schulbücher erarbeiten sollte. Seine Eindrücke von Ungerechtigkeit und Sklaverei in Suriname verarbeitete er in mehreren Kinderbüchern.
In den letzten Jahren seines Lebens war Anne de Vries Vorsitzender der Fachgruppe für Literatur des Bundes Christlicher Kunstfreunde.

## Nachleben
Nationale Bekanntheit erlangte Anne de Vries in den Niederlanden erst nach seinem Tod, nachdem Bartje 1972 von Willy van Hemert für das Fernsehen verfilmt worden war. Mit der Fernsehserie, in der ausschließlich Laiendarsteller aus der Region agierten und die in Deutschland nur im damaligen DDR-Fernsehen gezeigt wurde, wurde auch Bartje endgültig zum Markenzeichen für die Provinz Drenthe. Ein bronzenes Standbild des Charakters – bereits aus dem Jahre 1954 – steht heute im Rathaus von Assen.

## Trivia
Am 21. März 1964 meldete die Zeitung De Telegraaf de Vries’ angeblichen Tod, worauf zwei Tage später in Trouw die Meldung erschien: „Anne de Vries: Ich lebe noch“.

## Werke (Auswahl)
- Jungen von der Straße. (Jongens van de straat), 1934.
- Bartje. 1935.
- Der Wilddieb. (De stroper), 1935.
- Jaap und Gerdientie. (Jaap en Gerdientje), 1937.
- Auf der großen Heide. (Op de grote heide), 1937.
- Der große Moorbrand. (De grote veenbrand), 1937.
- Das große Erzählbuch der biblischen Geschichte. (Groot vertelboek voor de Bijbelse geschiedenis), 1938 (3. Aufl. von 2013 als PDF).
- Geschichten zur Weihnachtszeit. (Verhalen voor Kersttijd), 1948.
- Einhundert Geschichten aus der Bibel. (Honderd vertellingen uit de bijbel), 1949.
- Das Buch von Hans-Frieder. (Het boek van Jan Willem), 1950.
- Reise durch die Nacht. (Reis door de nacht), 1951–1958 (4 Teile); deutsche Übersetzung unter dem Titel Im Schatten der Gewalt bzw. Die Hand zur Versöhnung im Schatten der Gewalt des Dritten Reichs, 1960 (mehrere Aufl.).
- Die Kinderbibel (Altes Testament). (Kinderkleurbijbel (Oude testament)), 1961.
- Zwei Mädchen in den Tropen (Twee meisjes in de tropen, 1964)
- Anne de Vries & Jan Fabricius: De ring van de profeet. 2e druk. Nijkerk, Callenbach, 1981. ISBN 90-266-2708-4 (1e druk 1952)
- Das Buch von Martina. (Het boek van Dietje Jansen).
- Unterwegs in Surinam. Erlebnisse dreier Kinder im Landesinnern, Konstanz 1977.

## Hörbibel
Aus Anne de Vries’ Großem Erzählbuch der biblischen Geschichte veröffentlichte die Kinderliedermacherin Margret Birkenfeld Ende der 1970er Jahre vier Hörbücher, von ihr selbst sowie Jürgen Werth gelesen und mit Liedern des Wetzlarer Kinderchors untermalt.
| Jahr | Titel                        | Inhalt | Verlag       |
| ---- | ---------------------------- | --- | ------------ |
| 1977 | Als Gottes Zeit gekommen war | Der Engel kündigt die Geburt des Johannes an • Der Engel bei Maria • Maria und Elisabeth • Die Geburt des Johannes • Gott tut seine Wunder mit einfachen Leuten • Die Geburt Jesu • Die Hirten bei dem Jesuskind • Simeon und Hanna • Die Weisen aus dem Morgenland • Herodes tötet die Kindlein • Die Flucht nach Ägypten | Gerth Medien |
| 1978 | Sieh, das ist Gottes Lamm    | Die Kindheit • Das Kind im Tempel • Jesus verlässt Nazareth • Johannes der Täufer • Johannes predigt und tauft • Die Taufe Jesu • Der Kampf mit dem Satan • Die ersten Jünger | Gerth Medien |
| 1978 | Er ist der Messias           | Die Hochzeit zu Kana • Die Reinigung des Tempels • Jesus und Nikodemus • Jesus und die Samariterin • Die Menschen werden froh • Wenn ihr nicht Zeichen und Wunder seht • Jesus heilt den Sohn des königlichen Beamten • Jesus in Nazareth • Am Rande des Berges                                                            | Gerth Medien |
| 1979 | Folge mir nach               | Böse Geister fahren aus • Er trug unsere Krankheit • Die Menschenfischer • Die Berufung der 12 Jünger • Vom neuen Königreich • Die Bergpredigt • Sei gereinigt • Der Hauptmann zu Kapernaum | Gerth Medien |